# 後藤友紀
後藤 友紀（ごとう ゆき、1977年2月2日 - ）は、日本の政治家。岐阜県岐南町長（1期）、元岐南町議会議員（3期）。

## 来歴
岐阜県岐南町生まれ。岐南町立岐南北小学校、岐南町立岐南中学校、岐阜県立羽島北高等学校、朝日大学歯科衛生士専門学校卒業。歯科衛生士の資格を取得。
2016年11月29日告示・12月4日投票の岐南町議会議員の補欠選挙（定数3）に後藤、元職の小島英雄、元職の桜井明の計3人が立候補。無投票で当選を果たした。
2021年9月12日に行われた町議選で無投票で3選。
2022年9月、議長に就任。
2024年2月27日、岐南町の第三者委員会は、町長の小島英雄が在職中に99件のセクハラ行為をしたと認定する調査報告書を町に提出。同年3月5日、小島は町長を辞職した。
同年3月19日、町職員の朝倉修一が小島の辞職に伴う町長選挙に立候補する意向を固めたことが明らかとなった。3月29日、後藤は小島の辞職に伴う町長選挙に立候補するため町議を辞職した。4月7日、中日新聞は「セクハラ問題に揺れた岐南町、次のトップは…」と見出しに掲げた記事の中で「朝倉さんは前町長の在任中、半年ほど総務部長を務めた。セクハラ相談に対応する立場だったが被害を防げなかった苦い経験がある」と書き記した。後藤については「町議時代には、前町長が提案した児童向けの遊び場の改装費用を盛り込んだ補正予算案に他の議員とともに反対し、修正可決させたこともあり、前町長との不仲も指摘される」と書き記した。
同年4月14日に行われた町長選で、自民党県連の推薦を得た朝倉との一騎打ちを制し初当選した。
※当日有権者数：20,600人 最終投票率：42.73%（前回比：2.1pts）
| 候補者名 | 年齢 | 所属党派 | 新旧別 | 得票数  | 得票率 | 推薦・支持         |
| -------- | ---- | -------- | ------ | ------- | ------ | ------------------ |
| 後藤友紀 | 47   | 無所属   | 新     | 4,652票 | 53.44% |                    |
| 朝倉修一 | 62   | 無所属   | 新     | 4,053票 | 46.56% | （推薦）自由民主党 |